# 梁英 (1965年)
梁英（1965年11月—），女，汉族，甘肃康县人，中华人民共和国政治人物，中共党员。

## 生平
梁英长期在家乡陇南市任职，曾任陇南市妇联主席，在任期间，她因为在劳务经济工作中成果突出，而被甘肃省人民政府表彰为“劳务经济工作先进个人”。2011年起出任中共陇南市两当县党委书记，在两当县任内，梁英因为表现优异，于2015年6月获中共中央组织部授予「全国优秀县委书记」称号。
2017年5月，在中共甘肃省委十三届一次全会上，当选为甘肃省委候补委员，2018年11月，升任中共陇南市委常委、市委统战部部长、市政协党组副书记，2019年，梁英在中共甘肃省委十三届七次全会上与张伟文、赵立香等人一起被递补为中共甘肃省委委员。2020年，梁英不再兼任中共两当县委书记；2021年12月，换届当选为陇南市政协主席，任职至今。